# Castex, Ariège

Castex este o comună în departamentul Ariège din sudul Franței. În 1 ianuarie 2022 avea o populație de 95 de locuitori.